# Ильин, Юрий Борисович
Юрий Борисович Ильин (род. 6 мая 1946) — советский и российский актёр. Заслуженный артист РСФСР (1991). Лауреат Государственной премии Российской Федерации (1999).

## Биография
- Родился 6 мая 1946 года в Ленинграде в семье полковника ВВС, потомственного военного — несколько поколений рода Ильиных были офицерами флота.
- В 1973 году окончил актерское отделение Ленинградского государственного института театра, музыки и кино (ЛГИТМиК), курс профессора З. Я. Корогодского, и поступил в Киевский государственный академический театр драмы имени Леси Украинки в труппу под руководством главного режиссёра Бориса Эрина[1].
- Работал в Киевском государственном академическом театре драмы имени Леси Украинки.
- В 1982 году был приглашен в Липецкий государственный академический театр драмы имени Л. Н. Толстого.
- С 2001 года — актёр Малого театра.

## Награды и заслуги
- Член Союза театральных деятелей и Союза кинематографистов РФ
- Член Международного художественного фонда (как фотохудожник)
- Лауреат областной литературной премии им. И. А. Бунина (1998).
- Лауреат Государственной премии России (2000).

## Театральные работы
Липецкий государственный академический театр драмы им. Л. Н. Толстого:
- Треплев — А. П. Чехов «Чайка»;
- Войницкий — А. П. Чехов «Дядя Ваня»;
- Гаев, Петя Трофимов — А. П. Чехов «Вишневый сад»;
- Иванов — А. П. Чехов «Иванов»;
- Ломов — «Пять пудов любви»;
- Художник — «Дом с мезонином»;
- Коврин — «Черный монах»;
- Апломбов — «Свадьба»;
- Фениксов-Диамантов, Почечуев, Индюков — «В актерской компании»;
- Муров — А. Н. Островский «Без вины виноватые»;
- Бакин — А. Н. Островский «Таланты и поклонники»;
- Чебаков — А. Н. Островский «Женитьба Бальзаминова»;
- Борис — В. Розов «Вечно живые»;
- Христос — Н. Думбадзе «Закон вечности»;
- Степан Бобыль — В. Мережко «Пролетарская мельница счастья»;
- Говоруха-отрок — Б. Лавренев «Время любить и время ненавидеть»;
- Яков — М. Горький «Возможен трагический балаган»;
- Посетитель — В. Дроздов «Последний посетитель»;
- Александр — А. Галин «Звезды на утреннем небе»;
- Тимошин — О. Данилов «Мы идем смотреть Чапаева»;
- Сагадеев — А. Абдуллин «Тринадцатый председатель»;
- Сухонький, Нервный — В. Шукшин «А поутру они проснулись»;
- Профессор Россолимо — И. Друцэ «Возвращение на круги своя»;
- Энрико, Оронт — Ж.-Б. Мольер «Школа жен»;
- Поэт — Ф. Гарсиа Лорка «Кровавая свадьба»;
- Крогстад — Г. Ибсен «Кукольный дом»;
- Шишок — А. Александров «Шишок»;
- Советник — Е. Шварц «Снежная королева»;
- Кот — С. Я. Маршак «Кошкин дом»;
- Жак-простак — С. Прокофьев, Г. Сапгир «Кот в сапогах»;
- Головастый — К. Сергиенко «Прощай, овраг!»;
- Лесничий — Е. Шварц «Золушка»;
- Подколесин, Пикеринг — «Играем мюзикл»;
- Пустославцев — Д. Ленский «Лев Гурыч Синичкин»;
- Капеллан — Л. Солин «Дамы и гусары»;
- Князь Холмский — А. Шаховский «Липецкие воды».

Малый театр:
- Люлюков — Н. В. Гоголь «Ревизор»;
- Сват — Л. Н. Толстой «Власть тьмы»;
- Отец Варфоломей, бродячий проповедник — М. А. Булгаков «Мольер» («Кабала святош»);
- Федор Романов — А. К. Толстой «Царь Борис»;
- Михайло Нагой и Польский посол Гарабурда — А. К. Толстой «Царь Иоанн Грозный»;
- Князь Туренин — А. К. Толстой «Царь Федор Иоаннович»;
- Бучинский, Повар Царский — «Дмитрий Самозванец и Василий Шуйский»;
- Тигрий Львович — «Не было ни гроша, да вдруг алтын»;
- Павлин — А. Н. Островский «Волки и овцы»;
- Бирон — Г. Турчина «Хроника дворцового переворота»;
- Гофмаршал фон Кальба — Ф. Шиллер «Коварство и любовь»;
- Прачка Людмила Брандахлыстова — «Смерть Тарелкина» по пьесе А. В. Сухово-Кобылина

## Фильмография
- 2022 Сердце Пармы — митрополит
- 2016 Анна-детективъ – полицмейстер Иван Кузьмич Артюхин
- 2012 Смерть шпионам. Скрытый враг — гауптштурмбанфюрер Штраус
- 2012 Московский декамерон — маститый режиссёр
- 2012 Без следа (20-я серия) — судья
- 2012 Без срока давности (19-я серия «Я умру ещё раз») — Игорь Петрович Мягков
- 2012 Второй убойный — генерал Куприянов
- 2011—2012 Закрытая школа — следователь Силантьев
- 2011 Чокнутая — Котов антиквар
- 2011 Страховой случай — Александр Вавилов доктор
- 2011 След — Суздальцев
- 2011 Белый песок — эпизод
- 2010 Невидимки — Антон Антоныч Семагин
- 2010 Интерны — Валерий Николаевич Таланов
- 2010 Голоса — Перов адвокат
- 2009 Огни большого города — спецкора Вацлав Новак
- 2009 Власть тьмы — сват (фильм-спектакль)
- 2008—2012 Обручальное кольцо — друг генерала Саврасова
- 2008—2010 Ранетки — директор киноконцертного зала
- 2008 Я лечу — Ефим Андреевич Филюрин
- 2008 Смерть Тарелкина — Брандахлыстова Людмила Спиридоновна (фильм-спектакль)
- 2008 Осенний детектив — Сергей Данилович Ефремов
- 2007 Последняя жертва — москвич, скромный посетитель клуба (фильм-спектакль)
- 2007 Ликвидация — эпизод
- 2007 Закон и порядок — эпизод «Преступный умысел 2» — эпизод
- 2007 Женские истории — Иннокентий
- 2006—2007 Любовь как любовь — бомж Николай
- 2006 Сияющий мир
- 2006 Из пламя и света — Николай Сергеевич Сушков
- 2005—2011 Кулагин и партнеры — священник
- 2005 Талисман любви — кондитер
- 2005 Плата за любовь — директор детдома
- 2005 Небесная жизнь — Злобин
- 2004 Только ты… или богатая Лиза — Павел Кузнецов, отец Марины
- 2004 Личный номер — член штаба НАТО
- 2004 Ключи от бездны — Ажгибис
- 2003 Таксист — подполковник Исаев
- 2003 На углу у Патриарших 3 — Горюнов
- 2002 Ледниковый период — эпизод
- 1996 Возвращение «Броненосца» — эпизод
- 1982 Россия молодая — эпизод в 9-й серии
- 1981 Полынь - трава горькая — эпизод